# Ślad (serial telewizyjny)
Ślad – polski telewizyjny serial sensacyjno-kryminalny produkowany przez Tako Media i emitowany od 18 września 2018 do 17 maja 2020 na antenie Polsatu.
Premiera serialu była pierwotnie planowana na 10 września 2018.

## Fabuła
Serial przedstawia losy najlepszych ekspertów kryminalistycznych ze specjalnie stworzonego wydziału dochodzeniowo-śledczego czyli Centralnego Wydziału Śledczego (CWŚ). Szefem wydziału jest podinspektor Renata Różańska (Anita Jancia), jej zastępcą jest nadkomisarz Rafał Walczak (Mariusz Jakus), pierwsze trzy odcinki opowiadają o seryjnym mordercy dzieci nazywanym "Organistą". Fabuła serialu oparta jest na zbrodniach największego kalibru, bo po każdej zbrodni zostaje ślad.

## Obsada
- Anita Jancia – młodszy inspektor Renata Różańska – szefowa CWŚ
- Mariusz Jakus – podinspektor Rafał Walczak – I – zastępca szefowej CWŚ
- Agnieszka Kawiorska – podkomisarz Małgorzata Mazurek – dochodzeniowiec CWŚ
- Cezary Łukaszewicz – podkomisarz Artur Kotowicz – śledczy CWŚ
- Michał Gadomski – komisarz Jędrzej Lisowski – śledczy CWŚ
- Waldemar Błaszczyk – komisarz Paweł Herman – śledczy CWŚ
- Wojciech Starostecki – profesor, lekarz medycyny sądowej – Piotr Romański
- Marta Jarczewska – technik, laborant, specjalistka balistyki – sierżant Kinga Bielska
- James Malcolm – technik, laborant, specjalista balistyki i biolog – starszy aspirant Jacek Zaręba
- Zuzanna Lit – technik, laborant, programistka komputerowa – podkomisarz Ilona Andrzejewska
- Krzysztof Wach – podkomisarz Sebastian Wrona – dochodzeniowiec CWŚ
- Piotr Witkowski – podkomisarz Bartosz Majski – śledczy CWŚ
- Joanna Koroniewska – nadkomisarz Maja Olender – II – zastępca szefowej CWŚ[3]
- Marcel Sabat – technik IT, laborant – Jurek Cichocki
- Ada Fijał – lekarz medycyny sądowej – Nikola Jastrzębska
- Aleksandra Hamkało – lekarz medycyny sądowej – Anna Szpunar
- Kamil Szeptycki – technik IT, laborant – Tomasz Bączyk
- Paulina Mikuśkiewicz – starszy aspirant Julia Sulimowska – śledcza CWŚ
- Włodzimierz Matuszak – premier
- Przemysław Bluszcz – wicepremier, minister spraw wewnętrznych i administracji – Krzysztof Skóra

## Spis serii
| Seria | Sezon                 | Odcinki     | Premiera serii       | Finał serii      | Pora emisji                           | Stacja telewizyjna |
| ----- | --------------------- | ----------- | -------------------- | ---------------- | ------------------------------------- | ------------------ |
| 1.    | jesień 2018           | 1–28 (28)   | 18 września 2018     | 18 grudnia 2018  | wtorek 20.05 i 21.05                  | Polsat             |
| 1.    | zima 2019             | 29–48 (20)  | 25 lutego 2019       | 28 marca 2019    | poniedziałek–czwartek ok. 22.00/23.00 | Polsat             |
| 2.    | wiosna 2019           | 49–84 (36)  | 2 kwietnia 2019      | 4 czerwca 2019   | poniedziałek–czwartek ok. 22.00/23.00 | Polsat             |
| 3.    | jesień 2019–zima 2020 | 85–98 (14)  | 20 października 2019 | 19 stycznia 2020 | niedziela ok. 23.00                   | Polsat             |
| 4.    | wiosna 2020           | 99–110 (12) | 1 marca 2020         | 17 maja 2020     | niedziela ok. 23.00                   | Polsat             |